# Гойтх
Гойтх — село в Туапсинском районе Краснодарского края. Входит в состав Октябрьского сельского поселения.

## География
Село Гойтх расположено на южном склоне одноименного хребта, по обоим берегам реки Пшиш. Находится в 12 км от посёлка Октябрьский, в 13 км от одноименной железнодорожной станции Гойтх и в 53 км от города Туапсе.

## История
Укрепление Гойтх было основано 23 марта 1863 года Даховским отрядом генерала Геймана. Приказом № 1501 от 22 мая 1866 года укрепление Гойтх было упразднено как утратившее значение.
24 марта 1920 года здесь принял свой последний бой бронепоезд белых «Вперед за Родину» (до ноября 1918 года «Третий бронированный поезд»)
Во время Великой Отечественной войны, в районе села шли кровопролитные бои Туапсинской оборонительной операции. Так, 8 октября 1942 года немецкая авиация подвергла массированной бомбардировке станцию Гойтх и находящийся на ней в штольне госпиталь и узел связи 18 Армии.
Административная принадлежность
Урочище Гойтх было зарегистрировано в составе Майкопского отдела Кубанского казачьего войска в 1888 году.
На 1 января 1917 года селение числилось в составе Майкопского отдела Кубанской области.
С 26 апреля 1923 года хутор Гойтх числился в составе Хадыженской волости Майкопского отдела Кубано-Черноморской области.
С 10 марта 1925 года село Гойтх числилось в составе Армянского района.
На 1 июля 1955 года село Гойтх значилось административным центром Гойтхского сельского Совета Туапсинского района.
Ныне входит в состав Октябрьского сельского поселения Туапсинского района.

## Население
| 1999 | 2002 | 2010 |
| ---- | ---- | ---- |
| 533  | ↘511 | ↘450 |

## Этимология
- по одной из версий в переводе с адыгейского языка означает «хребет с колючим кустарником».
- по другой версии: «…по мнению Дж. Н.Кокова, в основе первой части топонима лежит гоайе — шапсугское и натухайское племя Черноморского побережья, этимология названий которого восходит к основе гъои — «чагарник», «мелколесье». В основе второй части, адыгское тхы — «хребет». «Хребет с мелколесьем»»[4].
- по третьей версии: "…в основе, по-видимому, лежит тот же этноним гоев или Гуайя. «Хребет (рода) Гоев.»"[5]

## Улицы
- ул. Горная,
- ул. Лесная,
- ул. Новая,
- ул. Почтовая,
- ул. Речная,
- ул. Школьная,
- ул. Юности.